# Старый Мосыр
Старый Мосыр (укр. Старий Мосир) — село в Голобской поселковой общине Ковельского района Волынской области Украины.
Код КОАТУУ — 0722185207. Население по переписи 2001 года составляет 148 человек. Почтовый индекс — 45092. Телефонный код — 3352.